# Chilas
Chilas (urdu چلاس, Ćilas) – miasto w Pakistanie, na terytorium Gilgit-Baltistan. Według danych szacunkowych na rok 1998 liczyło 16 575 mieszkańców.